# زیردریایی یو-۷۶۵
زیردریایی یو-۷۶۵ (به انگلیسی: German submarine U-765) یک زیردریایی است که طول آن ۶۷٫۱ متر (۲۲۰ فوت ۲ اینچ) می‌باشد. این زیردریایی در سال ۱۹۴۳ ساخته شد.